# Дженкинс, Чарльз (младший)
Чарльз Ламонт «Чип» Дженкинс младший (англ. Charles Lamont "Chip" Jenkins Jr.; род. 9 апреля 1964, Нью-Йорк, Нью-Йорк) — американский легкоатлет, специалист по бегу на короткие дистанции. Выступал за национальную сборную США по лёгкой атлетике в начале 1990-х годов, чемпион летних Олимпийских игр в Барселоне, серебряный призёр чемпионата мира в помещении в Севилье в программе эстафеты 4 х 400 метров.

## Биография
Чарльз Дженкинс родился 9 апреля 1964 года в Нью-Йорке, США.
Сын известного американского бегуна Чарльза Дженкинса старшего, выигравшего две золотые медали на Олимпийских играх 1956 года в Мельбурне.
Учился в школе Georgetown Preparatory School в городе Норт-Бесезда, штат Мэриленд. Как легкоатлет проходил подготовку под руководством своего отца.
Первого серьёзного успеха в лёгкой атлетике на взрослом международном уровне добился в сезоне 1991 года, когда вошёл в основной состав американской национальной сборной и побывал на чемпионате мира в помещении в Севилье, откуда привёз награду серебряного достоинства, выигранную в программе эстафеты 4 х 400 метров — в финале их команда уступила только сборной Германии. При этом в зачёте индивидуального бега на 400 метров показал на финише четвёртый результат.
В 1992 году на соревнованиях в Индианаполисе установил свой личный рекорд в беге на 400 метров, показав время 44,9 секунды. Благодаря череде удачных выступлений удостоился права защищать честь страны на летних Олимпийских играх в Барселоне. В эстафете 4 х 400 метров совместно с соотечественниками Эндрю Валмоном, Куинси Уоттсом, Майклом Джонсоном, Стивом Льюисом и Дарнеллом Холлом завоевал золотую олимпийскую медаль (при этом они с Холлом участвовали только в предварительном квалификационном забеге). Это был первый случай в истории олимпийского движения, когда отец и сын выиграли золотые награды в одной и той же дисциплине.
После барселонской Олимпиады Чарльз Дженкинс больше не показывал сколько-нибудь значимых результатов в лёгкой атлетике на международной арене.